# Estado Mayor Conjunto de Colombia

Logo del Ministerio de Defensa Nacional

El Estado Mayor Conjunto de Colombia es la Cúpula Militar de la nación; un grupo que comprende a los principales comandantes de las Fuerzas Militares y la Policía Nacional, nombrados por el presidente de la República para trabajar en conjunto bajo las órdenes directas del ministro de Defensa Nacional. El grupo está compuesto por el comandante general de las Fuerzas Militares; máximo cargo que puede ostentar un oficial general o de insignia de cualquier fuerza, el jefe de Estado Mayor Conjunto de las Fuerzas Militares; cargo que puede ejercer un oficial general o de insignia de cualquier fuerza, y está compuesto además por los comandantes de cada una de las Fuerzas Militares; Ejército, Armada y Fuerza Aérea. También hace parte el director general de la Policía Nacional; oficial de más alto rango de esta institución.

## Funciones

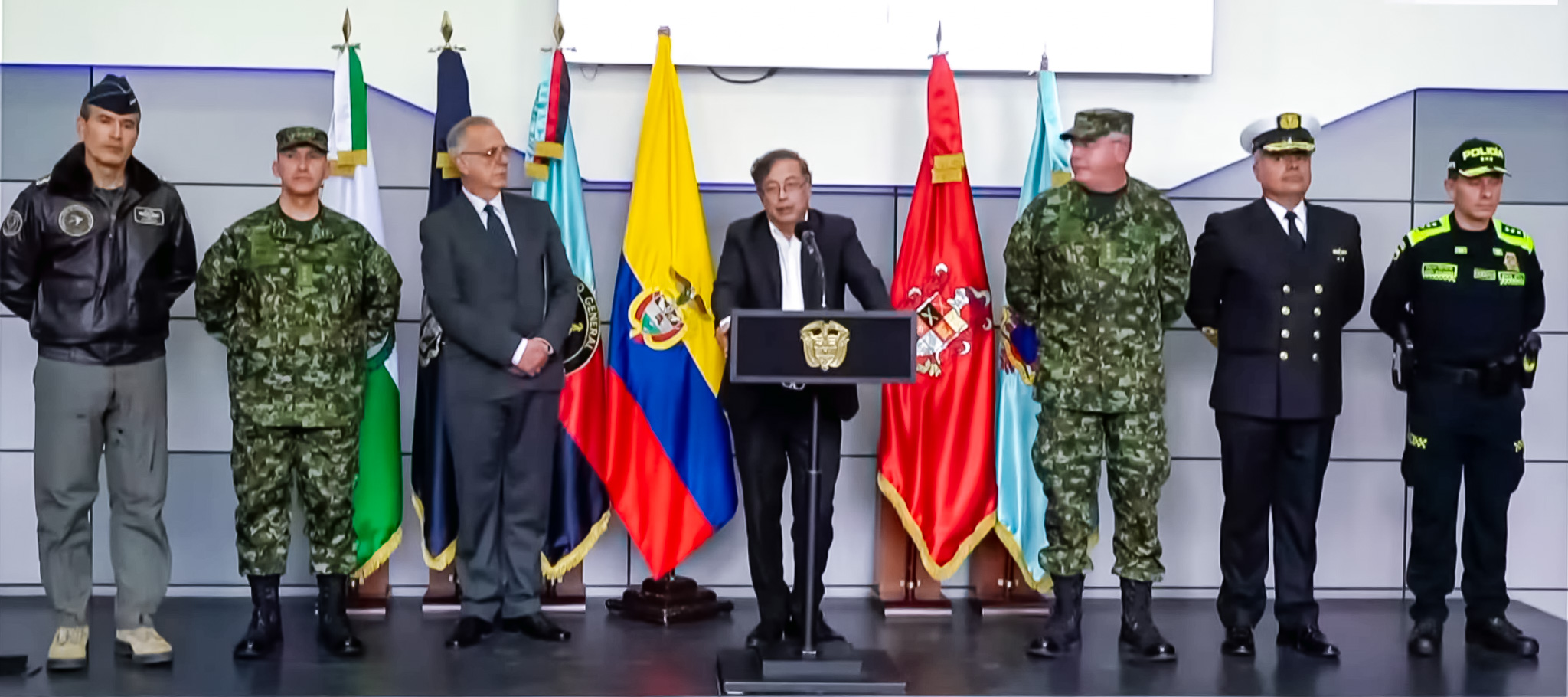
Presidente Gustavo Petro junto al Ministro de Defensa Iván Velásquez y el Estado Mayor Conjunto en presentación oficial, agosto de 2022.

El Estado Mayor Conjunto se encarga de coordinar y gestionar la defensa de la extensión territorial en cuanto a la parte aérea, terrestre y marítima que hace parte de la República de Colombia, de igual forma la gestión y control del orden público de todo el territorio nacional. También son los encargados de asesorar al Presidente de la República, al Ministro de Defensa Nacional y al Consejo Superior de la Defensa Nacional en asuntos militares, preparar los documentos primarios y secundarios pertinentes relativos a la Seguridad nacional, en el orden externo e interno, preparar los planes necesarios para desarrollar las políticas emanadas del Consejo Superior de la Defensa Nacional, al igual que ejercer el mando de las Fuerzas y la conducción estratégica de las operaciones militares y policiales.

## Miembros actuales del Estado Mayor Conjunto
| Cargo                                                  | Grado         | Fotografía | Titular                             | Rama         |
| ------------------------------------------------------ | ------------- | ---------- | ----------------------------------- | ------------ |
| Comandante general de las Fuerzas Militares            | Almirante     |            | Francisco Hernando Cubides Granados | Armada       |
| Jefe de Estado Mayor Conjunto de las Fuerzas Militares | General       |            | Hugo Alejandro López Barreto        | Ejército     |
| Comandante del Ejército Nacional                       | General       |            | Luis Emilio Cardozo Santamaria      | Ejército     |
| Comandante de la Armada                                | Almirante     |            | Juan Ricardo Rozo Obregón           | Armada       |
| Comandante de la Fuerza Aérea                          | General       |            | Luis Carlos Córdoba Avendaño        | Fuerza Aérea |
| Director general de la Policía Nacional                | Mayor General |            | Carlos Fernando Triana Beltrán      | Policía      |